# Aria… non sei più tu
«Aria… non sei più tu» (з італ. «Вітер вже не той») — пісня італійського співака та актора Адріано Челентано з його сорокового альбому, Dormi amore, la situazione non è buona.

## Опис
2 квітня 2008 року пісню випущено як третій сингл з альбому Dormi amore, la situazione non è buona.
Музику написав композитор Даніель Вулетич, а текст — репер Джованотті. Вона є своєрідним продовженням пісні «Il ragazzo della via Gluck», написаної за сорок років до цього. Композиція присвячена екологічним проблемам, а також недобросовісності уряду. 22 квітня 2008 року «Aria… non sei più tu» стала головною темою Дня Захисту Землі в Італії — на італійському телеканалі Sky періодично транслювався соціальний відеоролик про екологічні проблеми, саундтреком якого була ця пісня.

## Список композицій
| #  | Назва                  | Автор                               | Тривалість |
| -- | ---------------------- | ----------------------------------- | ---------- |
| 1. | «Aria… non sei più tu» | Лоренцо Джованотті, Даніель Вулетич | 4:28       |

## Учасники запису
- Адріано Челентано — вокаліст.
- Лоренцо Джованотті, Даніель Вулетич — автори (слова і музика).
- Антонелла Пепе (італ. Antonella Pepe) — бек-вокал.
- Майкл Томпсон — гітара.
- Массімо Варіні (італ. Massimo Varini) — гітара.
- Ніл Штубенгауз[en] — бас-гітара.
- Джанні Кошія[en] — акордеон.
- Вінні Колаюта[en] — ударна установка.
- Чельсо Валлі[it] — фортепіано, аранжування.